# نور محمد تركي
نور محمد ترکي أو تراقي هو رجل دولة أفغاني خلال فترة الحرب الباردة، شغل منصب رئيس أفغانستان من عام 1978 حتى عام 1979.

## حياته
ولد لأسرة بشتونية قروية في مقاطعة بجمان في ولاية كابول في 15 يوليو 1913، وعمل موظفاً في بومباى، الهند والتحق بمدرسة مسائية وتعلم الإنجليزية، وكان مؤيداً صلباً لإنشاء بشتونستان وللغة البشتو.. ثم ذهب للالتحاق بدراسة الاقتصاد السياسى بجامعة كابول، حيث حصل على البكالوريوس ثم ذهب بعد ذلك لجامعة كولمبيا في نيويورك وحصل على الماجستير، ثم التحق بجامعة هارفارد وحصل على الدكتوراة في الاقتصاد، وانخرط في السياسة الماركسية المتطرفة، وسرعان ما التحق بحزب خلق الديمقراطى الشيوعى، الذي تأسس في يناير 1956.

## اغتياله
تولى نور محمد تراقي الشيوعي رئاسة الدولة بعد انقلابِه على محمد داود؛ من أجل أن يطبق النظام الماركسي في البلاد، فعقد الأتحاد السوفييتي معه معاهدة صداقة ثنائية في 5 ديسمبر؛ لدعمه اقتصاديا وعسكريا، ولكن سادتِ البلاد موجة غضب من الأوضاعِ السياسية الجديدة والغريبة على الشعب، فقد سعى تراقي إلى تطبيق الماركسية على كل الأصعدة دون اعتبار للتقاليد والأعراف التي نشأَ عليها الشعب، فجر تراقي البلاد إلى مشارف حرب أهلية، ولم تنقذه معاهدة 5 ديسمبر، فوقع خلاف بين الرئيس نور محمد تراقي وبين رئيس وزرائه حفيظ الله أمين حول الحكم، وعندما سافر نور محمد لحضور مؤتمر عدم الانحياز في هافانا عاصمة كوبا مر بموسكو، فطلب منه هناك قتل حفيظ الله أمين، ثم اجتمع السَّفير الروسي مع الرئيس نور محمد وأرسلا وراء حفيظ الله ليقتلوه، لكن حفيظ الله نجا من محاولة اغتيال، وفي 22 شوال 1399هـ / 14 أيلول 1979م اعتقل نور محمّد تراقي؛ حيث تم اغتياله على يد رفيق دربِه حفيظ الله أمين الذي تولى رئاسة الجمهورية إضافة إلى رئاسة الوزراء، ثم بعد شهر أُعلن عن وفاة الرئيس نور محمد تراقي.

## وصلات خارجية
- نور محمد تركي على موقع IMDb (الإنجليزية)
- نور محمد تركي على موقع الموسوعة البريطانية (الإنجليزية)
- نور محمد تركي على موقع مونزينجر (الألمانية)
- نور محمد تركي على موقع إن إن دي بي (الإنجليزية)

1. ↑  Encyclopædia Britannica | Nur Mohammad Taraki (بالإنجليزية), QID:Q5375741
2. ↑   https://www.munzinger.de/search/go/document.jsp?id=00000015295. {{استشهاد ويب}}: |url= بحاجة لعنوان (مساعدة) والوسيط |title= غير موجود أو فارغ (من ويكي بيانات) (مساعدة)
3. ↑  "«زي النهارده».. نور تراقى يقود انقلابا على داود خان في أفغانستان في 27 أبريل 1978 | المصري اليوم". www.almasryalyoum.com. مؤرشف من الأصل في 2021-08-20. اطلع عليه بتاريخ 2021-08-19.
4. ↑  "تولي حفيظ الله أمين رئاسة أفغانستان بعد اعتقال الرئيس الأفغاني نور محمد تراقي ثم اغتياله". dorar.net. مؤرشف من الأصل في 2021-08-20. اطلع عليه بتاريخ 2021-08-19.